# Cerkiew św. Proroka Daniela w Nowosybirsku
Cerkiew św. Proroka Daniela – nieistniejąca prawosławna cerkiew w Nowosybirsku.
Drewniana cerkiew, wzniesiona na planie krzyża na kamiennym fundamencie w pobliżu stacji kolejowej Ob została poświęcona 9 listopada 1898. Fundatorem świątyni była fundacja imienia Aleksandra III, zajmująca się wznoszeniem cerkwi prawosławnych w nowo powstających osiedlach i miastach na Syberii. Łączny koszt budowy wyniósł 10 tys. rubli. W obiekcie znajdowały się dwa ołtarze – św. Proroka Daniela oraz Przemienienia Pańskiego. Na tle innych świątyń w mieście cerkiew przy stacji kolejowej (zwana potocznie dworcową) wyróżniała się bogatym ikonostasem i wyposażeniem. Była to świątynia parafii zrzeszającej 6402 osoby (dane z 1911), niepodlegającej dekanatowi miejskiemu, lecz specjalnemu dekanatowi parafii przy liniach kolejowych.
Po rewolucji październikowej cerkiew znalazła się w rękach zwolenników Żywej Cerkwi. W 1925 władze lokalne zdecydowały o jej zamknięciu i skonfiskowały całe wyposażenie budynku. Następnie budynek całkowicie zniszczono. Dziś na miejscu dawnej świątyni znajduje się dom mieszkalny.